# Yamaji Yoshihito
Yoshihito Yamaji (sinh ngày 13 tháng 1 năm 1971) là một cầu thủ bóng đá người Nhật Bản.

## Sự nghiệp câu lạc bộ
Yoshihito Yamaji đã từng chơi cho Toshiba và Vegalta Sendai.